# Deutscher Boxsport-Verband
Der Deutsche Boxsport-Verband e. V. (DBV) ist ein eingetragener, gemeinnütziger Verein und organisiert und fördert als nationaler Spitzensportverband das olympische Boxen in Deutschland. Er ist Mitglied im Deutschen Olympischen Sportbund (DOSB), dem europäischen Boxverband European Boxing Confederation (EUBC) und dem Weltverband World Boxing. Die Mitgliedschaft in der International Boxing Association (IBA) endete im Dezember 2023 durch den Ausschluss des Deutschen Boxsport-Verbandes. Anlass des Ausschlusses war die Beteiligung des DBV an der Gründung des neuen Weltverbandes World Boxing.
Der Verband unterteilt sich in 17 Landesverbände mit 877 Vereinen und 72.778 Mitgliedern (Stand: 1. Januar 2022). Der Sitz und die Geschäftsstelle des DBV befinden sich in Kassel.
Als Grundlage von Wettkämpfen im olympischen Boxsport in Deutschland erlässt und überwacht der DBV ein Regelwerk, das sich mit geringfügigen nationalen Modifikationen aus den Regeln des Weltverbandes IBA ableitet. Für die Leitung und Bewertung von Wettkämpfen bildet er Kampfrichter aus.
Außerdem bildet der Verband im Rahmen des Lizenzierungsmodells des Deutschen Olympischen Sportbundes (DOSB) Trainer der Lizenzstufen B und A aus. Die Ausbildung von C-Lizenz-Trainern ist den Landesverbänden übertragen.
Der DBV richtet die jährlichen deutschen Meisterschaften in den Altersklassen Erwachsene (Elite), U22, U19, U18, U17 und U15 aus und organisiert die mal einstufig, mal zweistufig durchgeführte Box-Bundesliga. Aus den Reihen der ihm angeschlossenen Boxerinnen und Boxer entsendet er nach erfolgreicher Qualifikation und in Abstimmung mit dem DOSB die Boxsportlerinnen und Boxsportler der deutschen Olympiamannschaft.

## Geschichte
Im Dezember 1920 wurde in Berlin der „Deutsche Reichsverband für Amateur-Boxen“ (DRfAB) gegründet. Auf ihn bezogen sich die später folgenden Boxverbände, obwohl der DRfAB zu der Zeit seiner Gründung den Boxsport nicht exklusiv vertrat. Er stand in seinen Anfangsjahren in Konkurrenz zu dem „Deutschen Athletik-Sport-Verband“ (DASV), der das Boxen in einer eigenen Sparte organisierte.
Die sportliche Bedeutung des DRfAB wuchs insbesondere durch seinen Beitritt zur „Fédération Internationale de Boxe Amateur“ (FIBA), dem damaligen Weltverband des Amateurboxens und der Vorläuferorganisation der 1948 gegründeten und heute noch bestehenden „International Boxing Association“ (IBA – damals noch AIBA). Der Beitritt ermöglichte den Boxern des DRfAB die Teilnahme am internationalen Sportverkehr.
Boxer des DRfAB nahmen an den Olympischen Spielen 1928 in Amsterdam teil. Ernst Pistulla (Goslar) gewann im Halbschwergewicht die Silbermedaille. Dieser Erfolg war der erste Medaillengewinn deutscher Sportler bei Olympischen Spielen überhaupt.
In der Zeit der nationalsozialistischen Herrschaft wurde der DRfAB in DABV (Deutscher Amateur-Boxverband) umbenannt und dem Reichsfachamt 7 unterstellt. Die leitenden Ämter wurden (wie auch in anderen Sportverbänden) nun nicht mehr durch die Mitglieder des Verbandes gewählt, sondern durch staatliche Stellen besetzt.
Nach dem Zweiten Weltkrieg stuften die alliierten Siegermächte das Boxen in Deutschland zunächst als „Wehrsport“ ein und verboten es vorübergehend. Als der Boxsport schließlich wieder erlaubt wurde, entwickelte er sich im geteilten Deutschland bis zur Wiedervereinigung in getrennten Verbandsstrukturen.

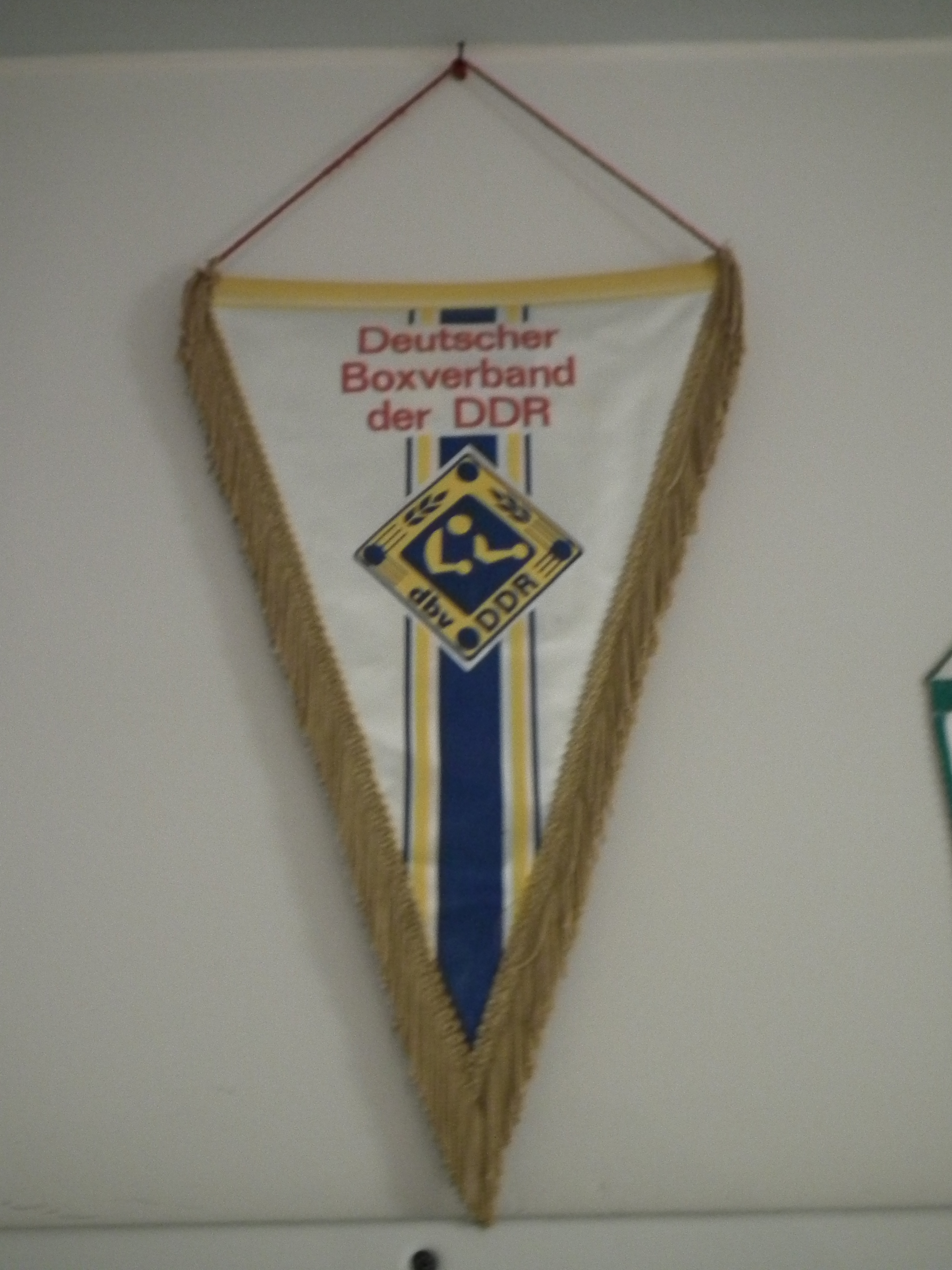
Wimpel vom DBV DDR

In der Deutschen Demokratischen Republik (DDR) war das Amateurboxen von 1948 bis 1958 zunächst unter dem Dach des staatlichen „Deutschen Sportausschauss“ organisiert, wechselte aber 1958 zum neu gegründeten „Deutschen Turn- und Sportbund“ (DTSB), wo er nun durch den „Deutschen Boxverband“ vertreten wurde. In der Bundesrepublik Deutschland (BRD) gründete sich 1949 der „Deutsche Amateur-Box-Verband“ (DABV). Dem westdeutschen DABV gelang 1950 die Aufnahme in die AIBA, der ostdeutsche DBV wurde 1952 Mitglied des Weltverbandes.
Trotz der Teilung Deutschlands und des Kalten Krieges bildeten die DDR und die BRD auf Druck des Internationalen Olympischen Komitees (IOC) bis zu den Olympischen Spielen 1960 in Rom gemeinsame Mannschaften. Im Rahmen dieser gesamtdeutschen Mannschaften waren in den Boxstaffeln ebenfalls Sportler aus beiden Staaten vertreten.
Das Amateurboxen wurde in der DDR (ähnlich wie in weiteren sozialistischen Ländern) staatlicherseits stark gefördert und sportwissenschaftlich intensiv begleitet. Hierdurch gelang dem ostdeutschen Amateurboxen im Lauf der Jahre der Anschluss an die Weltspitze. Dies war unter anderem auch an den Erfolgen bei den Olympischen Sommerspielen ablesbar: Von 1964 bis 1988 traten die beiden deutschen Staaten bei 6 der 7 Olympischen Sommerspielen in getrennten Mannschaften an (die Olympischen Spiele 1980 in Moskau wurden von der BRD boykottiert, die Spiele 1984 in Los Angeles von der DDR). Boxer der DDR gewannen in diesen 6 Turnieren insgesamt 13 Medaillen (5 × Gold, 2 × Silber, 6 × Bronze), Boxer der BRD errangen insgesamt 6 Medaillen (1 × Gold, 5 × Bronze).
Nach der Wiedervereinigung der beiden deutschen Staaten am 3. Oktober 1990 schlossen sich im Dezember 1990 auch die beiden deutschen Boxsportverbände zusammen. Der hierdurch auf etwa 800 Vereine und etwa 64.000 Sportler angewachsene Verband trug nach dem Zusammenschluss zunächst weiterhin den Namen des vorherigen westdeutschen Verbandes „Deutsche Amateur-Box-Verband“ (DABV). 2001 benannte er sich um in „Deutscher Boxsport-Verband“ um, der wie der frühere DDR-Verband mit „DBV“ abgekürzt wird.
In den folgenden Jahren profitierte der nun wieder gesamtdeutsche Verband vom sportlichen Niveau des Amteurboxens in der DDR. Bei den Weltmeisterschaften 1991 in Sydney (Australien) belegte Deutschland nach Kuba und Bulgarien den 3. Platz im Medaillenspiegel. Bei den Olympischen Sommerspielen 1992 in Barcelona (Spanien) errangen deutsche Boxer nach Kuba den zweiten Platz des Boxwettbewerbs.
Mit wachsendem Abstand zur deutschen Wiedervereinigung ließen die internationalen Erfolge spürbar nach. Im Sportsystem der Bundesrepublik Deutschland erfahren insbesondere die olympischen Sportarten zwar eine staatliche Unterstützung, aber die Förderung ist nicht mit der staatlichen Unterstützung und Lenkung des Sports in der DDR vergleichbar.
Die Bundesrepublik Deutschland und der DABV bzw. DBV waren drei Mal Ausrichter der Weltmeisterschaften im olympischen Boxen der Männer: 1982 in München, 1995 in Berlin und 2017 in Hamburg.

## Landesverbände
- Baden-Württemberg
- Bayern
- Berlin
- Brandenburg
- Bremen
- Hamburg
- Hessen
- Mecklenburg-Vorpommern
- Niedersachsen
- Nordrhein-Westfalen
- Rheinland
- Saarland
- Sachsen
- Sachsen-Anhalt
- Schleswig-Holstein
- Südwest
- Thüringen

## Medaillen bei Olympischen Spielen
| Jahr | Ort            | Medaille | Athlet             | Gewichtsklasse | Nation      |
| ---- | -------------- | -------- | ------------------ | -------------- | ----------- |
| 2016 | Rio de Janeiro | Bronze   | Artem Harutyunyan  | –64,0 kg       | Deutschland |
| 2004 | Athen          | Bronze   | Rustam Rahimov     | 48–51 kg       | Deutschland |
| 2004 | Athen          | Bronze   | Vitali Tajbert     | 54–57 kg       | Deutschland |
| 2000 | Sydney         | Bronze   | Sebastian Köber    | 81–91 kg       | Deutschland |
| 1996 | Atlanta        | Bronze   | Thomas Ulrich      | 75–81 kg       | Deutschland |
| 1996 | Atlanta        | Bronze   | Luan Krasniqi      | 81–91 kg       | Deutschland |
| 1996 | Atlanta        | Silber   | Oktay Urkal        | 60–63,5 kg     | Deutschland |
| 1996 | Atlanta        | Bronze   | Zoltan Lunka       | 48–51 kg       | Deutschland |
| 1992 | Barcelona      | Gold     | Torsten May        | 75–81 kg       | Deutschland |
| 1992 | Barcelona      | Silber   | Marco Rudolph      | 57–60 kg       | Deutschland |
| 1992 | Barcelona      | Gold     | Andreas Tews       | 54–57 kg       | Deutschland |
| 1992 | Barcelona      | Bronze   | Jan Quast          | –48 kg         | Deutschland |
| 1988 | Seoul          | Silber   | Andreas Tews       | 48–51 kg       | DDR         |
| 1988 | Seoul          | Gold     | Andreas Zülow      | 57–60 kg       | DDR         |
| 1988 | Seoul          | Bronze   | Reiner Gies        | 60–63,5 kg     | BRD         |
| 1988 | Seoul          | Gold     | Henry Maske        | 71–75 kg       | DDR         |
| 1984 | Los Angeles    | Bronze   | Manfred Zielonka   | 67–71 kg       | BRD         |
| 1980 | Moskau         | Bronze   | Herbert Bauch      | 75–81 kg       | DDR         |
| 1980 | Moskau         | Bronze   | Jürgen Fanghänel   | +81 kg         | DDR         |
| 1980 | Moskau         | Bronze   | Detlef Kästner     | 67–71 kg       | DDR         |
| 1980 | Moskau         | Bronze   | Karl-Heinz Krüger  | 63,5–67 kg     | DDR         |
| 1980 | Moskau         | Gold     | Rudi Fink          | 54–57 kg       | DDR         |
| 1980 | Moskau         | Bronze   | Richard Nowakowski | 57–60 kg       | DDR         |
| 1976 | Montreal       | Silber   | Richard Nowakowski | 54–57 kg       | DDR         |
| 1976 | Montreal       | Gold     | Jochen Bachfeld    | 63,5–67 kg     | DDR         |
| 1976 | Montreal       | Bronze   | Reinhard Skricek   | 63,5–67 kg     | BRD         |
| 1972 | München        | Bronze   | Peter Tiepold      | 67–71 kg       | DDR         |
| 1972 | München        | Gold     | Dieter Kottysch    | 67–71 kg       | BRD         |
| 1972 | München        | Bronze   | Peter Hussing      | +81 kg         | BRD         |
| 1968 | Mexico         | Gold     | Manfred Wolke      | 63,5–67 kg     | DDR         |
| 1968 | Mexico         | Bronze   | Günther Meier      | 67–71 kg       | BRD         |
| 1964 | Tokio          | Bronze   | Heinz Schulz       | 54–57 kg       | Deutschland |
| 1964 | Tokio          | Silber   | Emil Schulz        | 71–75 kg       | Deutschland |
| 1964 | Tokio          | Silber   | Hans Huber         | +81 kg         | Deutschland |
| 1960 | Rom            | Bronze   | Günter Siegmund    | +81 kg         | Deutschland |
| 1956 | Melbourne      | Silber   | Harry Kurschat     | 57–60 kg       | Deutschland |
| 1956 | Melbourne      | Gold     | Wolfgang Behrendt  | 54–57 kg       | DDR         |
| 1952 | Helsinki       | Bronze   | Günther Heidemann  | 63,5–67 kg     | Deutschland |
| 1952 | Helsinki       | Silber   | Edgar Basel        | –51 kg         | Deutschland |
| 1936 | Berlin         | Bronze   | Josef Miner        | 54–57,15 kg    | Deutschland |
| 1936 | Berlin         | Gold     | Willy Kaiser       | –50,8 kg       | Deutschland |
| 1936 | Berlin         | Silber   | Michael Murach     | 61,24–66,68 kg | Deutschland |
| 1936 | Berlin         | Silber   | Richard Vogt       | 72,57–79,38 kg | Deutschland |
| 1936 | Berlin         | Gold     | Herbert Runge      | +79,38 kg      | Deutschland |
| 1932 | Los Angeles    | Silber   | Erich Campe        | 61,24–66,68 kg | Deutschland |
| 1932 | Los Angeles    | Silber   | Hans Ziglarski     | 50,8–54 kg     | Deutschland |
| 1932 | Los Angeles    | Silber   | Josef Schleinkofer | 54–57,15 kg    | Deutschland |
| 1928 | Amsterdam      | Silber   | Ernst Pistulla     | 72,57–79,38 kg | Deutschland |

Resultate von Olympic.org

## Medaillen bei Olympischen Jugendspielen
| Jahr | Ort      | Medaille | Athlet       | Gewichtsklasse | Nation      |
| ---- | -------- | -------- | ------------ | -------------- | ----------- |
| 2014 | Nanjing  | Gold     | Peter Kadiru | +91,0 kg       | Deutschland |
| 2010 | Singapur | Gold     | Artur Bril   | 57,0 kg        | Deutschland |